# Rechung Rinpoché
Rechung Rinpoché Jampal Kunzang (tibétain : རས་ཆུང་རིན་པོ་ཆེ་འཇམ་དཔལ་ཀུན་བཟང, Wylie : ras chung rin po che 'jam dpal kun bzang), né à Lhassa, mort en exil en 2007, est un géshé, tibétologue et spécialiste tibétain de la médecine tibétaine traditionnelle.

## Biographie
Né dans la famille Yabshi Phuenkhang, il étudia à l’université de Loling Datsang au monastère de Drépung où il obtient le titre de géshé.
À l'âge de treize ans, il est reconnu comme la réincarnation du précédent abbé du monastère de Rechung, au sud de Lhassa, et la 14e incarnation de Rechungpa, auteur de l'histoire de Milarépa.
Il étudia la médecine tibétaine traditionnelle au Tibet avant de devenir réfugié à l'extérieur du pays à la suite du soulèvement tibétain de 1959.
Il poursuit ses études en Inde, en Hollande et en Angleterre et collabore avec des tibétologues.
Rechung Rinpoché et son épouse sont parmi les personnalités accueillant Trijang Rinpoché lors de sa visite en Angleterre en 1969.
En 1973, Rechung Rinpoché termine un travail de recherche avec une subvention de la Wellcome Institute for the History of Medicine (en), et son ouvrage est publié par University of California Press.
Il a vécu en exil au Sikkim. À Gangtok, il participa aux études tibétaines à l'Institut Namgyal de tibétologie dont il devint directeur jusqu'à sa retraite en 1994. Il fut un des responsables d'édition de la revue Bulletin of Tibetology.
Il a traduit les écrits et la biographie du célèbre médecin tibétain Yutok Yonten Gonpo en collaboration avec Marianne Winder.
Il existe une photo de Rechung Rinpoché datée de 1963 où il se trouve aux côtés de Chögyam Trungpa, Marco Pallis, Phiroz Mehta (en), et Akong Rinpoché.
Il est mort en exil en 2007.